# Daewoo
Daewoo (Дэу, правильнее «Тэу»; кор. 대우/大宇 — Большая Вселенная) — бывший южнокорейский чеболь (финансово-промышленная группа). Компания основана 22 марта 1967 года под названием Daewoo Industrial. В 1999 году ликвидирована правительством Южной Кореи, но отдельные подразделения продолжили работать как обособленные предприятия, вошедшие в состав концерна General Motors.
В 1992 году узбекские компании «Узавтосаноат» и UzDaewooAuto создали компанию «УзДэу» для производства легковых автомобилей. В 2005 году «УзДэу авто» купило долю корейской компании в производстве в Узбекистане. В 2015 году на конвейере «УзДэу авто» началась замена Daewoo Nexia на новую модель Ravon Nexia. В 2024 году возрождена компанией Ravon и представлен Daewoo Matiz G4

## Подразделения
Компания Daewoo занималась производством электроники, бытовой техники, автомобилей и оружия. В группу Daewoo входило около 20 подразделений, до распада она была вторым по величине конгломератом в Корее после Hyundai, крупнее LG и Samsung. Группа Daewoo включала несколько главных корпораций:
- Daewoo Electronics — международный производитель электроники (подотрасли Daewoo Electronic Components Co. Ltd, Daewoo Electric Motor Industries Ltd., Orion Electric Co. Ltd.)
- Daewoo International — крупнейшая корейская торговая компания, с 2010 года — дочернее предприятие POSCO
- Daewoo Heavy Industries (DHI) — тяжёлая промышленность
- Daewoo Shipbuilding & Marine Engineering — судостроение и морская инженерия, ныне — DSME, повторно вошедшая в список на корейской фондовой бирже в 2001
- Daewoo Securities — страхование
- Daewoo Telecom — телекоммуникация
- Daewoo Construction — строительство (строила магистрали, дамбы и небоскрёбы, особенно на Ближнем Востоке и Африке)
- Daewoo Development Company — строительная компания, финансируемая наличными деньгами от группы Daewoo и созданная для развития гостиниц (семь из них выстроены в Корее, Китае, Вьетнаме и Африке). Гостиницы спроектировала жена председателя компании. Самой роскошной была пятизвёздочная ханойская гостиница Daewoo (163 миллиона долларов США) в 1996. Есть поле для гольфа и плавательный бассейн, считающийся наибольшим в Азии.
- Daewoo Motor — производство автомобилей (подотрасль Daewoo Automotive Components Co. Ltd., Daewoo Bus Co., Ltd., Daewoo Commercial Vehicle Co. Ltd.).
- Daewoo Motor Sales — продажа автомобилей Daewoo. В Корее продавались также автомобили GM и другие марки (подотрасли Architectural Iaan Div., SAA-Seoul Auto Auction).
- Daewoo Precision Industries — военная отрасль
- Daewoo Textile Co. Ltd.
- IAE (Institute for Advanced Engineering) — комплексный центр исследования и разработок.
- Daewoo Power Products[1] — силовая и садово-парковая техника

## Кризис
Группа Daewoo столкнулась с глубоким финансовым кризисом в 1998 из-за азиатского финансового кризиса, всё более и более ухудшавшихся отношений с корейским правительством при президенте Ким Дэ Чжуне, а также собственных финансовых просчётов.
Корейское правительство строго ограничило доступ к дешёвым и почти неограниченным кредитам. Когда экономический кризис вынудил большинство т. н. чеболей к сокращениям и оптимизациям, Daewoo, наоборот, добавил 14 новых фирм к уже существовавшим 275 филиалам — всего через год после огромных потерь (458 000 000 $). На конец 1997 года четыре самых больших концерна (чеболя) Южной Кореи имели долги, в среднем в пять раз превышавшие стоимость их акций. Но в то время, как Samsung и LG (два других значительных концерна) в течение следующего кризисного года провели масштабные сокращения и реструктуризации, Daewoo действовал, как будто ничто не изменилось: в результате долг концерна вырос на 40 %.
К 1999 году Daewoo, на тот момент второй по величине концерн Южной Кореи, имевший интересы приблизительно в 100 странах, обанкротился с долгами приблизительно в 80 миллиардов долларов.
Вскоре после развала компании её президент, Ким Уджун, бежал во Францию. Ким Уджун возвратился в Корею в июне 2005 после шести лет, проведённых за границей, и вскоре был арестован. Кима обвинили в мошенничестве на 43,4 миллиарда долларов США, незаконном заимствовании 10,3 миллиарда долларов США и контрабанде 3,2 миллиарда долларов США из страны (согласно Агентству печати Южной Кореи Ёнхап).
Во время чемпионата мира по футболу 2002 года компания Daewoo пообещала, что в случае выхода национальной сборной Кореи в четвертьфинал чемпионата мира выплатит по одному миллиону корейских вон каждому клиенту, который приобрёл определённую модель компактного авто в мае или июне 2001 года. В итоге Корея действительно вышла в четвертьфинал, обыграв Италию, а Daewoo Motors сдержала обещание и выплатила клиентам бонусы на общую сумму 2,7 млрд вон, при этом застраховавшись на случай возможных трат.
15 ноября 2007 в Южной Корее были осуждены президент Daewoo Ли Тхэён и тринадцать других граждан этой страны, наряду с прочими правонарушениями — в связи с причастностью к незаконным операциям с бирманской нефтегазовой промышленностью, а также к продаже оружия, оружейных технологий и оборудования бирманской хунте. Крушение Daewoo было и всё ещё считается спорным из-за сложного характера, который концерны (чеболи) играют в южнокорейской жизни. Крах привёл к потерям миллиардов долларов США южнокорейскими банками и правительством. Кроме того, банкротство компании было не только финансовым, но также и политическим кризисом, и стало сильным ударом по значительной части населения.
Daewoo Electronics продолжает активность, несмотря на банкротство материнского концерна. Другие филиалы и подразделения стали независимы или прекратили существование при «реорганизации», проведённой корейским правительством при Ким Дэ Чжуне.
В Северной Америке продукты Daewoo Electronics сейчас выпускаются под маркой «Trutech», на основании соглашения ODM.
Группу Daewoo (кроме электроники) реорганизовали на три части:
1. АО Daewoo International Corporation — торговля и инвестиции;
2. АО Daewoo Engineering & Construction — строительство объектов энергетики, нефтегазовой индустрии, инфраструктуры и др.;
3. АО Daewoo Shipbuilding & Marine Engineering — судостроение.

Некоторые части Daewoo поглощены другими фирмами: General Motors купил подразделение легковых автомобилей, производство получило наименование «GM-DAT» (англ. General Motors — Daewoo Auto and Technology); Daewoo Commercial Vehicles приобретён «Tata Motors» (Индия) — пятым в мире по объёму производства изготовителем средних и тяжёлых грузовиков; производство стрелкового оружия и автозапчастей было куплено компанией S&T Holdings и с 2006 года известно под именем S&T Daewoo.
В 2004 году GM убрал марку Daewoo с рынков Австралии и Новой Зеландии, нанеся этой торговой марке непоправимый урон. Объявили, что в этих странах автомобили Daewoo будут продаваться под маркой Holden. С 1 января 2005 года продаваемые в Европе автомобили (в том числе произведённые на Украине) были также переименованы (с Daewoo на Chevrolet). В Южной Африке, Таиланде и на Ближнем Востоке модели Daewoo к тому времени уже продавались как Chevrolet. Лишь в Южной Корее, Узбекистане и Вьетнаме марка Daewoo просуществовала более длительный период. Однако в начале 2011 года было объявлено, что из-за крайне неоднозначной репутации концерна в Южной Корее, связанной с громкими финансовыми скандалами и махинациями, Дженерал Моторс отказывается от использования названия Daewoo. В Узбекистане бренд «УзДэу» переименован в Ravon 8 октября 2015 года. О перспективах бренда во Вьетнаме пока ничего не сообщалось.
Daewoo также продвигается в нефтяную и газовую промышленность. В то время как многие западные нефтяные и газовые компании отказываются вести бизнес в Мьянме, Daewoo — один из трёх (два других: французский Total и американский Unicol) концернов, стоявших у истоков газовой промышленности в этой стране, в области Ядана. В ходе исследований в Мьянме Daewoo разведал одно из самых больших месторождений газа в Азии в штате Ракхайн. Начало добычи на этом месторождении запланировано в течение следующих пяти лет. Долгое время Daewoo был одним из крупнейших иностранных инвесторов в Бирме.
Оставшиеся подразделения Daewoo продолжают существовать как самостоятельно, так и под контролем других корпораций.